# Liste der Monuments historiques in Auxerre
Die Liste der Monuments historiques in Auxerre führt die Monuments historiques in der französischen Stadt Auxerre auf.

## Liste der Bauwerke
| Bezeichnung                           | Beschreibung | Standort                                 | Kennzeichnung | Schutzstatus   | Datum | Bild |
| ------------------------------------- | ------------ | ---------------------------------------- | ------------- | -------------- | ----- | ---- |
| Saint-Germain d’Auxerre               |              | (Lage)                                   | PA00113579    | Classé         | 1971  |      |
| Abtei Saint-Pierre                    |              | (Lage)                                   | PA00113580    | Inscrit        | 1972  |      |
| Bâtiment de la Turbine                |              | (Lage)                                   | PA00113984    | Inscrit        | 1992  |      |
| Borne-colonne d’Auxerre               |              | (Lage)                                   | PA00113581    | Classé         | 1958  |      |
| Kathedrale von Auxerre                |              | place de la Cathédrale (Lage)            | PA00113586    | Classé         | 1840  |      |
| ehemaliges Asyl                       |              | 2, 4 avenue Charles-de-Gaulle (Lage)     | PA89000030    | Inscrit        | 2002  |      |
| Chapelle de la Madeleine              |              | (Lage)                                   | PA00113582    | Inscrit        | 1926  |      |
| Schloss Sparre                        |              | avenue Gambetta (Lage)                   | PA00113583    | Inscrit        | 1929  |      |
| Ursulinenkloster                      |              | 2 rue du Nil (Lage)                      | PA00113584    | Inscrit        | 1929  |      |
| Krypta Saint-Amâtre                   |              | 3bis rue d’Eckmühl (Lage)                | PA00113585    | Inscrit        | 1975  |      |
| Kirche Saint-Loup de Vaux             |              | Grand rue (Lage)                         | PA00113590    | Classé         | 1930  |      |
| Ursulinenkirche                       |              | 6 rue du Nil (Lage)                      | PA00113589    | Inscrit        | 1926  |      |
| Kirche Saint-Eusèbe                   |              | place Saint-Eusèbe (Lage)                | PA00113587    | Classé         | 1862  |      |
| Kirche Saint-Pierre                   |              | rue du Pont ruelle Saint-Pierre (Lage)   | PA00113588    | Classé         | 1862  |      |
| Kanonikerhäuser                       |              | (Lage)                                   | PA00125335    | Classé         | 1999  |      |
| Hôtel de Crôle                        |              | 67 rue de Paris (Lage)                   | PA00113591    | Inscrit        | 1929  |      |
| Hôtel Deschamps de Charmelieu         |              | 1 rue de l’Egalité (Lage)                | PA00113592    | Classé         | 1983  |      |
| Hôtel Leclerc de Fourolles            |              | 2 rue du Lycée-Jacques-Amyot (Lage)      | PA89000025    | Inscrit        | 2001  |      |
| Gebäude                               |              | 59 rue de Paris (Lage)                   | PA00113593    | Inscrit        | 1957  |      |
| Gebäude                               |              | 6 rue Soufflot (Lage)                    | PA00113594    | Inscrit        | 1964  |      |
| Lycée Jacques Amyot                   |              | (Lage)                                   | PA00132755    | Inscrit        | 1994  |      |
| Haus                                  |              | 5 place Robillard (Lage)                 | PA00113602    | Classé         | 1923  |      |
| Haus                                  |              | 3 rue de l’Horloge (Lage)                | PA00113600    | Inscrit        | 1929  |      |
| Haus                                  |              | 23 rue Fécauderie (Lage)                 | PA00113598    | Classé Inscrit | 1925  |      |
| Haus                                  |              | 28 rue Fécauderie (Lage)                 | PA00113599    | Classé Inscrit | 1925  |      |
| Maison de l’Arquebuse                 |              | place de l’Arquebuse (Lage)              | PA00113595    | Classé         | 1947  |      |
| Maison de Marie Noël                  |              | 1 rue Marie-Noël (Lage)                  | PA00113601    | Inscrit        | 2001  |      |
| Hostellerie de la Grappe              |              | 14 place Charles-Lepère (Lage)           | PA00113596    | Classé         | 1924  |      |
| Maison du coche d’eau                 |              | place du Coche d’Eau (Lage)              | PA00113597    | Classé         | 1923  |      |
| Präfektur (ehemaliger Bischofspalast) |              | 1 quai de la Marine (Lage)               | PA00113603    | Classé         | 1846  |      |
| Passage Manifacier                    |              | rue Fécauderie rue des Boucheries (Lage) | PA00113604    | Inscrit        | 1975  |      |
| Stadttor                              |              | rue du 4 Septembre (Lage)                | PA00113605    | Inscrit        | 1929  |      |
| Kapelle der Visitandines              |              | 94 rue de Paris (Lage)                   | PA00113606    | Classé         | 1909  |      |
| Tour de l’Horloge                     |              | rue de l’Horloge (Lage)                  | PA00113607    | Classé         | 1862  |      |

## Liste der Objekte
- Monuments historiques (Objekte) in Auxerre in der Base Palissy des französischen Kultusministeriums